# أونياتي
بلدية أونياتي (بالإسبانية: Oñate) هي بلدية تقع في مقاطعة غيبوثكوا التابعة لمنطقة إقليم الباسك شمال إسبانيا.

## الديموغرافيا
بلغ عدد سكان بلدية أونياتي 11.033 نسمة عام 2011 (وفقاً للمعهد الوطني للإحصاء الإسباني).
| 10.564 | 10.668 | 10.780 | 10.711 | 10.756 | 10.896 | 11.033 |

## توأمة
لأونياتي اتفاقيات توأمة مع:
- غوادالاخارا

## أعلام
- جون أودريوزولا
- لويس بينيا